# Macrostemum pseudoneura
Macrostemum pseudoneura är en nattsländeart som först beskrevs av Brauer 1865.  Macrostemum pseudoneura ingår i släktet Macrostemum och familjen ryssjenattsländor. Utöver nominatformen finns också underarten M. p. dilutum.